# Slek
Slek est un village situé dans la commune néerlandaise d'Echt-Susteren, dans la province du Limbourg. Le 1er janvier 2008, le village comptait 940 habitants.